# Lepidagathis montana
Lepidagathis montana är en akantusväxtart som först beskrevs av Carl Friedrich Philipp von Martius och Christian Gottfried Daniel Nees von Esenbeck, och fick sitt nu gällande namn av Kameyama. Lepidagathis montana ingår i släktet Lepidagathis och familjen akantusväxter. Inga underarter finns listade i Catalogue of Life.